# José María León Pérez
José María León Pérez fue un médico analista, político y gerente de Avilés, Asturias, donde ejerció su vida profesional en varios ámbitos, habiendo sido tres veces alcalde de Castrillón. Nació en Salinas en 1930. Falleció en Avilés el 19 de julio de 2020.

## Medicina
Cómo médico, además de ejercer en el sistema público de sanidad español y de atender a su consulta privada, fue director de los servicios sanitarios de la Real Compañía Asturiana de Minas, de la Asturiana de Zinc, del Hospital de Caridad de Avilés, y de la Casa del Mar de Avilés. Fue también vicepresidente del Ilustre Colegio Oficial de Médicos de Asturias, y consejero de la Comisión de Seguridad en la Industria Siderometalúrgica. 
Dentro del sistema público sanitario español ejerció en el Ambulatorio de Avilés de la calle de Llano Ponte (desaparecido y reemplazado por un centro de salud de nueva construcción), en el Hospital de Caridad del que fuera también director, y en el Hospital San Agustín de Avilés.

## Política
Como político, se presentó a las elecciones al Congreso de Diputados, de 1977, en la lista por Asturias de Alianza Popular. 
En 1995, encabezó la candidatura del Partido Popular a la alcaldía de Castrillón, logrando que su partido fuese la lista más votada en el concejo por primera vez desde que se celebrasen las primeras elecciones municipales democráticas desde la transición (1979). Fue investido alcalde con el apoyo de los concejales de su grupo. Sin embargo, al no gozar de mayoría absoluta, un acuerdo de gobierno entre el PSOE e IU logró arrebatarle la alcaldía mediante una moción de censura, en octubre de 1996.
En las elecciones de 1999, el PP vuelve a ser la lista más votada, sin mayoría absoluta, y el PSOE e IU no logran entenderse, lo que aúpa de nuevo a José María León a la alcaldía de Castrillón; y esta vez consigue agotar la legislatura, basándose en acuerdos puntuales y consiguiendo aprobar los presupuestos a través de varias mociones de confianza. 
Y la historia volvió a repetirse en las elecciones de 2003, pero esta vez, PSOE e IU logran inicialmente un acuerdo de gobierno que relega al PP a la oposición. Sin embargo, la convulsa relación entre los socios de gobierno hace que en septiembre de 2004 cuatro concejales, entonces del PSOE y expulsados a raíz de su posición en este asunto, apoyen una moción de censura del PP para arrebatar la alcaldía a IU, lo que eleva por tercera vez a José María León a la alcaldía.
Para las elecciones municipales de 2007, el Partido Popular prefirió prescindir de él y de su equipo, lo que motivó que José María León se distanciase de la dirección local de su partido. El PP ganó de nuevo las elecciones con mayoría simple y fue relegado de nuevo a la oposición, gracias a un pacto entre las fuerzas de izquierda.
Tras 34 años de militancia en el PP, José María León Pérez solicitó su baja para afiliarse al partido de nueva creación Foro Asturias, encabezado por el ex ministro y exsecretario general del PP Francisco Álvarez Cascos.

## Sociedad
En otros ámbitos, gestionó el Real Club Náutico de Salinas, del que es socio fundador, en calidad de vocal y presidente.

### Otras referencias
«Federación Asturiana de Concejos». Consultado el 17 de junio de 2011.

«Procesos electorales. Ministerio del Interior». Consultado el 17 de junio de 2011.